# Eddie Payne
Eddie Payne (Charlotte, Észak-Karolina, 1951. július 10. – 2021. július 7.) amerikai kosárlabdázó és kosárlabdaedző, 2002 és 2017 között a USC Upstate Spartans vezetőedzője.

## Pályafutása
2007–2008-ban a USC Upstate Spartanst kijuttatta az NCAA bajnokságára. 2012-ben pedig az Atlantic Sun Conference az év edzőjének választotta.
Fia, Luke 2012 és 2015 között volt a Spartans munkatársa. 2017. október 3-án bokaműtétei komplikációi miatt bejelentette visszavonulását. 2021. július 7-én, 69 évesen hunyt el sztrók következtében.

## Emlékezete
2018-ban a USC Upstate Spartans sportarénája felvette az ő és felesége, Ann nevét.

## Eredményei vezetőedzőként
| Szezon                                                          | Eredmény                           | Eredmény                           | Helyezés                           | Továbbjutás                        |
| Szezon                                                          | Összesített                        | Konferencia                        | Helyezés                           | Továbbjutás                        |
| Truett McConnell Bears (Független)                              | Truett McConnell Bears (Független) | Truett McConnell Bears (Független) | Truett McConnell Bears (Független) | Truett McConnell Bears (Független) |
| --------------------------------------------------------------- | ---------------------------------- | ---------------------------------- | ---------------------------------- | ---------------------------------- |
| 1978–79                                                         | 25–5                               | –                                  | –                                  | –                                  |
| Truett McConnell:                                               | 25–5 (.833)                        | –                                  | –                                  | –                                  |
| Belmont Abbey Crusaders (Független)                             |                                    |                                    |                                    |                                    |
| 1981–82                                                         | 17–10                              | –                                  | –                                  | –                                  |
| 1982–83                                                         | 15–14                              | –                                  | –                                  | –                                  |
| 1983–84                                                         | 25–11                              | –                                  | –                                  | –                                  |
| 1984–85                                                         | 21–10                              | –                                  | –                                  | –                                  |
| 1985–86                                                         | 24–6                               | –                                  | –                                  | –                                  |
| Belmont Abbey:                                                  | 103–51 (.669)                      | –                                  | –                                  | –                                  |
| East Carolina Pirates (Colonial Athletic Association)           |                                    |                                    |                                    |                                    |
| 1991–92                                                         | 10–18                              | 4–10                               | 6.                                 | –                                  |
| 1992–93                                                         | 13–17                              | 4–10                               | 7.                                 | NCAA első kör                      |
| 1993–94                                                         | 15–12                              | 7–8                                | 5.                                 | –                                  |
| 1994–95                                                         | 18–11                              | 7–8                                | 4.                                 | –                                  |
| East Carolina:                                                  | 56–58 (.491)                       | 22–36 (.379)                       | –                                  | –                                  |
| Oregon State Beavers (Pacific-10 Conference)                    |                                    |                                    |                                    |                                    |
| 1995–96                                                         | 6–21                               | 4–14                               | 9.                                 | –                                  |
| 1996–97                                                         | 7–20                               | 3–15                               | 9.                                 | –                                  |
| 1997–98                                                         | 13–17                              | 3–15                               | T-9.                               | –                                  |
| 1998–99                                                         | 13–14                              | 7–11                               | T-7.                               | –                                  |
| 1999–00                                                         | 13–16                              | 5–13                               | T-8.                               | –                                  |
| Oregon State:                                                   | 52–88 (.371)                       | 22–68 (.244)                       | –                                  | –                                  |
| Greensboro Pride (Dixie Conference)                             |                                    |                                    |                                    |                                    |
| 2000–2001                                                       | 10–16                              | 4–8                                | 5.                                 | –                                  |
| 2001–02                                                         | 11–18                              | 6–8                                | 5.                                 | –                                  |
| Greensboro:                                                     | 21–31 (.404)                       | 10–16 (.385)                       | –                                  | –                                  |
| USC Spartanburg/Upstate Spartans (Peach Belt Conference)        |                                    |                                    |                                    |                                    |
| 2002–03                                                         | 18–11                              | 11–8                               | 2.                                 | –                                  |
| 2003–04                                                         | 14–14                              | 7–9                                | 3.                                 | –                                  |
| 2004–05                                                         | 24–8                               | 13–3                               | 1.                                 | NCAA második kör                   |
| 2005–06                                                         | 20–10                              | 12–8                               | 5.                                 | NCAA első kör                      |
| 2006–07                                                         | 17–11                              | 9–7                                | 2.                                 | –                                  |
| USC Upstate Spartans (Atlantic Sun Conference)                  |                                    |                                    |                                    |                                    |
| 2007–08                                                         | 7–23                               | 5–11                               | T-10.                              | –                                  |
| 2008–09                                                         | 9–21                               | 8–12                               | 8.                                 | –                                  |
| 2009–10                                                         | 6–23                               | 6–14                               | 9.                                 | –                                  |
| 2010–11                                                         | 5–25                               | 4–16                               | 11.                                | –                                  |
| 2011–12                                                         | 21–13                              | 13–5                               | T-2.                               | CIT második kör                    |
| 2012–13                                                         | 16–17                              | 9–9                                | T-4.                               | –                                  |
| 2013–14                                                         | 19–15                              | 11–7                               | 3.                                 | CIT első kör                       |
| 2014–15                                                         | 24–12                              | 8–6                                | 3.                                 | CIT második kör                    |
| 2015–16                                                         | 10–22                              | 4–10                               | T-7.                               | –                                  |
| 2016–17                                                         | 17–16                              | 7–7                                | T-4.                               | CIT első kör                       |
| USC Upstate:                                                    | 227–241 (.485)                     | 127–132 (.490)                     | –                                  | –                                  |
| Összesen:                                                       | 484–474 (.505)                     | –                                  | –                                  | –                                  |
| Jelmagyarázat: Konferenciaszezon-bajnok Konferenciatorna-bajnok |                                    |                                    |                                    |                                    |

## Fordítás
- Ez a szócikk részben vagy egészben  az   Eddie Payne című angol Wikipédia-szócikk ezen változatának fordításán alapul.  Az eredeti cikk szerkesztőit annak laptörténete sorolja fel. Ez a jelzés csupán a megfogalmazás eredetét és a szerzői jogokat jelzi, nem szolgál a cikkben szereplő információk forrásmegjelöléseként.